# Visagist

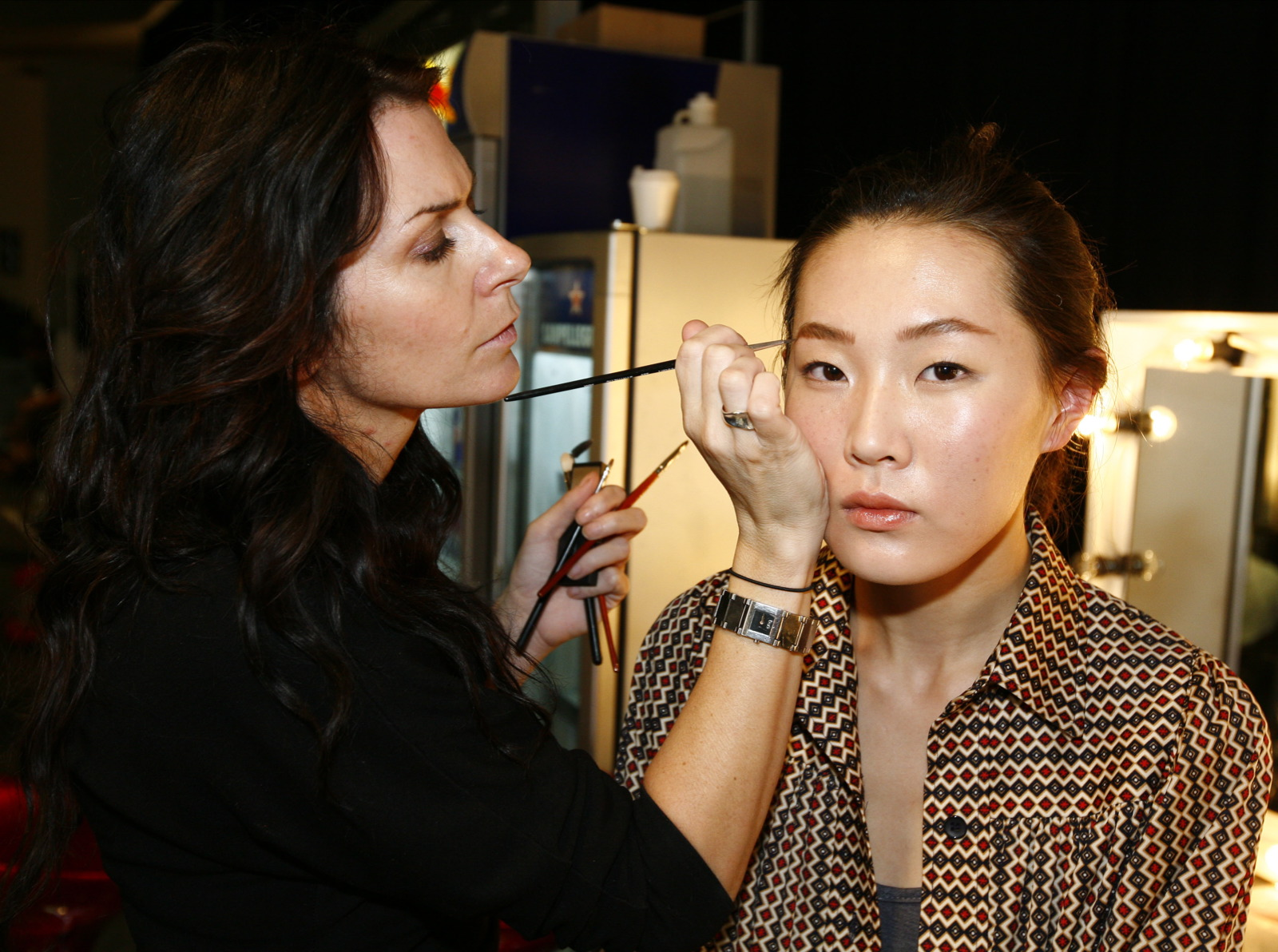
Eine Frau wird von einer Visagistin geschminkt

Visagist oder Visagistin (vom französisch Visagiste, zusammengesetzt aus Visage, das Gesicht und dem Suffix -iste) ist eine Tätigkeitsbezeichnung für Personen, die andere Menschen schminken.
Die Bezeichnung Visagist ist als Berufs- beziehungsweise Tätigkeitsbezeichnung in Deutschland nicht geschützt. Kurse, Workshops, Seminare oder Ausbildungen an Privatschulen vermitteln Kenntnisse in Schminktechniken, Visagistik, Farbenlehre, Materialkunde, Zeichnen, dekorative Kosmetik, Anatomie des Gesichts. Die nächste Ausbildungsstufe ist die zum Maskenbildner.

## Berufe in der Kosmetik
Visagist ist ebenso wie Kosmetiker der Klassifikation der Berufe 2010 (überarbeitete Fassung 2020) zugeordnet und in die Untergruppe „Berufe in der Kosmetik“ eingeteilt.
| 82322 | Visagist/Visagistin             |
| 82322 | Kosmetiker/Kosmetikerin         |
| 82322 | Fachkosmetiker/Fachkosmetikerin |

## Fortbildungsprüfung
Die Handwerkskammer für München und Oberbayern bietet die Fortbildungsprüfung zum Geprüften Make-up-Artist – Visagist (HWK) an.